# Tramvia Metropolità de Tòquio
El Tramvia Metropolità de Tòquio (東京都電車, Tōkyō-to Densha), conegut simplement com a Toden o Tramvia de Tòquio és el nom que rep l'empresa pública que gestiona, des de 1903, la xarxa tramviària de Tòquio, gestionada pel Departament de Transport de Tòquio (TOEI). Actualment, l'única línia activa és la línia Arakawa, que circula per 12,2 quilòmetres connectant els districtes especials d'Arakawa i Shinjuku.
Successora dels antics tramvies a cavall de Tòquio fundats l'any 1882, la mateixa empresa va electrificar la xarxa entre els anys 1903 i 1904, fussionant-se les companyies "Ferrocarril Electrificat de Tòquio", "Ferrocarril Urbà de Tòquio" i "Ferrocarril Elèctric de Tòquio" l'any 1909 amb el nom de "Ferrocarril de Tòquio". L'any 1911, la ciutat de Tòquio va adquirir l'empresa, passant aquesta a ser de titularitat pública i reanomenant-se l'any 1943 amb el seu nom actual de Toden o Tramvia Metropolità.
En els seus millors moments, a l'any 1952, era el tramvia més gran del Japó, amb una xarxa de vora 213 quilòmetres, 40 unitats rodants en actiu i una mitjana de 1,75 milions d'usuaris diaris. No obstant això, l'ampliació de la xarxa del Metro de Tòquio i el procés de motorització popular van minvar els beneficis de la xarxa tramviària, fins tal punt que el Departament de Transport inicià l'any 1967 un pla de restructuració que va finalitzar amb la dissolució del servei l'any 1972. Tot i això, l'any 1974 es va decidir conservar l'última línia: la línia Arakawa.

## Línies
| Línia                                                 | Rutes                                                 | Termini                                                                                                   | Obert                                                 | Tancat                                                | Notes                                                                                                 |
| Línies del Ferrocarril Electrificat de Tòquio (Tōden) | Línies del Ferrocarril Electrificat de Tòquio (Tōden) | Línies del Ferrocarril Electrificat de Tòquio (Tōden)                                                     | Línies del Ferrocarril Electrificat de Tòquio (Tōden) | Línies del Ferrocarril Electrificat de Tòquio (Tōden) | Línies del Ferrocarril Electrificat de Tòquio (Tōden)                                                 |
| ----------------------------------------------------- | ----------------------------------------------------- | --- | ----------------------------------------------------- | ----------------------------------------------------- | --- |
| Línia Azumabashi                                      | 24, 30                                                | Ueno-Ekimae – Honjo-Azumabashi                                                                            | 1904                                                  | 1972                                                  | |
| Línia Hondōri                                         | 1, 4, 19, 22, 40                                      | Shinbashi – Sudachō                                                                                       | 1903                                                  | 1971                                                  | |
| Línia Kanasugi                                        | 1, 4                                                  | Mita – Shinbashi                                                                                          | 1903                                                  | 1969                                                  | |
| Línia Kuramae                                         | 22, 31                                                | Kaminarimon – Asakusabashi                                                                                | 1904                                                  | 1971                                                  | |
| Línia Muromachi                                       | 22, 31                                                | Asakusabashi – Marunouchi-Itchōme                                                                         | 1904                                                  | 1971                                                  | |
| Línia Shinagawa                                       | 1, 3, 7                                               | Kita-Shinagawa – Mita                                                                                     | 1903                                                  | 1967                                                  | Ara operada per Keikyū a la secció Shinagawa - Kita-Shinagawa                                         |
| Línia Ueno                                            | 1, 19, 20, 24, 30, 37, 40                             | Sudachō – Ueno-Ekimae                                                                                     | 1903                                                  | 1972                                                  | |
| Línies del Ferrocarril Urbà de Tòquio                 |                                                       | |                                                       |                                                       | |
| Línia Aoyama                                          | 6, 9, 10                                              | Miyakezaka – Shibuya-Ekimae                                                                               | 1904                                                  | 1968                                                  | |
| Línia Bammachi                                        | 10                                                    | Hanzōmon – Kudanshita                                                                                     | 1905                                                  | 1963                                                  | |
| Línia Chiyodabashi                                    | 15, 28, 38                                            | Ōtemachi – Eitaibashi                                                                                     | 1904                                                  | 1972                                                  | |
| Línia Edogawa                                         | 15, 39                                                | Kudanshita – Waseda                                                                                       | 1905                                                  | 1968                                                  | |
| Línia Hamachō                                         |                                                       | Ningyōchō – Ryōgoku                                                                                       | 1904                                                  | 1944                                                  | |
| Línia Hanzōmon                                        | 8, 9, 10, 11                                          | Hibiya-Kōen – Hanzōmon                                                                                    | 1903                                                  | 1968                                                  | |
| Línia Hongō                                           | 19                                                    | Circa Sudachō – Hakusan-ue                                                                                | 1904                                                  | 1971                                                  | |
| Línia Hōraibashi                                      |                                                       | Miharabashi – Hōraibashi                                                                                  | 1904                                                  | 1909                                                  | |
| Línia Ichigaya                                        | 12                                                    | | 1905                                                  | 1970                                                  | |
| Línia Kandabashi                                      | 2, 5, 15, 25, 35, 37                                  | Hibiya-Kōen – Ogawamachi                                                                                  | 1903                                                  | 1968                                                  | |
| Línia Kiridōshi                                       | 16, 39                                                | Bunkyō-Kuyakusho-mae – Ueno-Hirokōji                                                                      | 1904                                                  | 1971                                                  | |
| Línia Kōtōbashi                                       | 25, 29, 38                                            | Ryōgoku-Nichōme – Kinshibori                                                                              | 1905                                                  | 1972                                                  | |
| Línia Kudan                                           | 10, 12, 15                                            | Ogawamachi – Kudanshita                                                                                   | 1904                                                  | 1970                                                  | |
| Mita Line                                             | Plantilla:Rbox                                        | Mita – Hibiya-Kōen                                                                                        | c. 1904                                               | 1968                                                  | |
| Narihira Line                                         | Plantilla:Rbox                                        | Midorichō-Itchōme – Fukujimbashi Narihirabashi – Asakusa-Ekimae (the present Tōbu Narihirabashi Station.) | c. 1905                                               | 1972                                                  | |
| Ryōgokubashi Line                                     | Plantilla:Rbox                                        | Ogawamachi – Ryōgoku-Nichōme                                                                              | 1903                                                  | 1972                                                  | |
| Shinjuku Line                                         | Plantilla:Rbox                                        | Hanzōmon – Shinjuku-Ekimae                                                                                | 1903                                                  | 1970                                                  | |
| Suzaki Line                                           | Plantilla:Rbox                                        | Eitaibashi – Tōyō-Kōen-mae Fukushimabashi (Eitai-Nichōme) – Kamezumichō (Fukagawa-Itchōme)                | c. 1904                                               | 1972                                                  | |
| Toranomon Line                                        | Plantilla:Rbox                                        | Sakuradamon – Kamiyachō Toranomon – Reinanzaka                                                            | c. 1905                                               | 1968                                                  | |
| Tsukiji Line                                          | Plantilla:Rbox                                        | Hibiya-Kōen – Kayabachō (– Ningyōchō)                                                                     | 1903                                                  | 1971                                                  | |
| Umayabashi Line                                       | Plantilla:Rbox                                        | Ueno-Hirokōji – Honjo-Itchōme                                                                             | c. 1905                                               | 1971                                                  | |
| Tōkyō Electric Railway (Sotobori Line) lines          |                                                       | |                                                       |                                                       | |
| Dobashi Line                                          | Plantilla:Rbox                                        | Shin-Tokiwabashi – Shimbashi-eki-Kitaguchi                                                                | c. 1904                                               | 1968                                                  | |
| Hiroo Line                                            | Plantilla:Rbox                                        | Aoyama-Itchōme – Tengenjibashi                                                                            | c. 1905                                               | 1969                                                  | |
| Hōraibashi Line                                       | Plantilla:Rbox                                        | Miharabashi – Toranomon                                                                                   | c. 1905                                               | 1967                                                  | |
| Nishikichō Line                                       |                                                       | Ochanomizu – Shin-Tokiwabashi                                                                             | c. 1904                                               | 1944                                                  | |
| Ochanomizu Line                                       | Plantilla:Rbox                                        | Iidabashi – Akihabara-eki-Higashiguchi                                                                    | c. 1905                                               | 1971                                                  | |
| Shinanomachi Line                                     | Plantilla:Rbox                                        | Yotsuya-Sanchōme – Kita-Aoyama-Itchōme                                                                    | c. 1905                                               | 1969                                                  | |
| Tameike Line                                          | Plantilla:Rbox                                        | Toranomon – Yotsuya-Mitsuke                                                                               | c. 1905                                               | 1967                                                  | |
| Ushigome Line                                         | Plantilla:Rbox                                        | Yotsuya-Mitsuke – Iidabashi                                                                               | c. 1905                                               | 1970                                                  | |
| Tōkyō Railways lines                                  |                                                       | |                                                       |                                                       | |
| Furukawa Line                                         | Plantilla:Rbox                                        | Tengenjibashi – Kanasugibashi                                                                             | c. 1910                                               | 1969                                                  | tracks were in a center median near Ichinohashi                                                       |
| Hakusan Line                                          | Plantilla:Rbox                                        | Bunkyō-Kuyakusho-mae – Hakusan-ue                                                                         | c. 1910                                               | 1968                                                  | |
| Izumibashi Line                                       | Plantilla:Rbox                                        | Doshūbashi – Ueno-Ekimae                                                                                  | c. 1910                                               | 1970                                                  | tracks were in a center median on Shōwa Street near Ueno Station                                      |
| Minowa Line                                           | Plantilla:Rbox                                        | | c. 1910                                               | 1969                                                  | |
| Ōtsuka Line                                           | Plantilla:Rbox                                        | Denzūin-mae – Ōtsuka-Ekimae                                                                               | c. 1910                                               | 1971                                                  | |
| Senju Line                                            | Plantilla:Rbox                                        | Komagata-Nichōme – Minami-Senju                                                                           | c. 1910                                               | 1971                                                  | |
| Sugamo Line                                           | Plantilla:Rbox                                        | Hakusan-ue – Sugamo-Shako-mae                                                                             | c. 1910                                               | 1968                                                  | |
| Suidōbashi Line                                       | Plantilla:Rbox                                        | Shin-Tokiwabashi – Bunkyō-Kuyakusho-mae                                                                   | c. 1910                                               | 1968                                                  | |
| Takahashi Line                                        | Plantilla:Rbox                                        | Monzen-Nakachō – Midorichō-Itchōme                                                                        | c. 1910                                               | 1972                                                  | |
| Tomisaka Line                                         | Plantilla:Rbox                                        | Ōmagari – Bunkyō-Kuyakusho-mae                                                                            | c. 1910                                               | 1971                                                  | |
| Ōji Electric Tramway lines                            |                                                       | |                                                       |                                                       | |
| Akabane Line                                          | Plantilla:Rbox                                        | Ōji-Ekimae – Akabane                                                                                      | 1926                                                  | 1972                                                  | |
| Arakawa Line                                          | Plantilla:Rbox                                        | Kumanomae – Ōji-Ekimae                                                                                    | 1913                                                  | still open                                            | present Arakawa Line                                                                                  |
| Mikawashima Line                                      | Plantilla:Rbox                                        | Minowabashi – Kumanomae                                                                                   | 1913                                                  | still open                                            | present Arakawa Line                                                                                  |
| Takinogawa Line                                       | Plantilla:Rbox                                        | Ōji-Ekimae – Ōtsuka-Ekimae                                                                                | 1911                                                  | still open                                            | present Arakawa Line                                                                                  |
| Waseda Line                                           | Plantilla:Rbox                                        | Ōtsuka-Ekimae – Waseda                                                                                    | 1925                                                  | still open                                            | present Arakawa Line                                                                                  |
| Jōtō Electric Tramway lines                           |                                                       | |                                                       |                                                       | |
| Ichinoe Line                                          | Plantilla:Rbox                                        | Higashi-Arakawa – Imaibashi                                                                               | 1925                                                  | 1952                                                  | commonly called Imai Line; an isolated line with no connection stations to other lines in the network |
| Komatsugawa Line                                      | Plantilla:Rbox                                        | Kinshibori – Nishi-Arakawa                                                                                | 1917                                                  | 1972                                                  | tracks were in a center median on Keiyō Road near Kameido Station                                     |
| Sunamachi Line                                        | Plantilla:Rbox                                        | Suijimmori – Suzaki                                                                                       | 1921                                                  | 1972                                                  | |
| Tamagawa Electric Railway lines                       |                                                       | |                                                       |                                                       | |
| Naka-Meguro Line                                      | Plantilla:Rbox                                        | Shibuyabashi – Naka-Meguro                                                                                | 1927                                                  | 1967                                                  | |
| Tengenjibashi Line                                    | Plantilla:Rbox                                        | Shibuya-Ekimae – Tengenjibashi                                                                            | 1921                                                  | 1969                                                  | |
| the former Seibu Railway lines                        |                                                       | |                                                       |                                                       | |
| Kōenji Line                                           | Plantilla:Rbox                                        | Shinjuku-Ekimae – Kōenji-Itchōme                                                                          | 1921                                                  | 1963                                                  | commonly called Suginami Line                                                                         |
| Ogikubo Line                                          | Plantilla:Rbox                                        | Kōenji-Itchōme – Ogikubo-Ekimae                                                                           | 1921                                                  | 1963                                                  | commonly called Suginami Line                                                                         |
| Other                                                 |                                                       | |                                                       |                                                       | |
| Asukayama Line                                        | Plantilla:Rbox                                        | Komagome-Ekimae – Asukayama                                                                               | c. 1920                                               | 1971                                                  | |
| Awajimachi Line                                       | Plantilla:Rbox                                        | Awajimachi – Soto-Kanda-Sanchōme                                                                          | c. 1920                                               | 1967                                                  | |
| Dōzaka Line                                           | Plantilla:Rbox                                        | Ueno-Kōen – Sengoku-Itchōme                                                                               | late 1910s                                            | 1971                                                  | private right-of-way between Ueno-Kōen-mae and Nezu-Itchōme, beside Shinobazu Pond                    |
| Ebisu Line                                            |                                                       | Tengenjibashi – Ebisu-Chōjamaru                                                                           | 1913                                                  | 1944                                                  | also called Toyosawa Line or Tengenji Line                                                            |
| Fudanotsuji Line                                      | Plantilla:Rbox                                        | Iikura-Itchōme – Fudanotsuji                                                                              | c. 1912                                               | 1967                                                  | |
| Gokokuji Line                                         | Plantilla:Rbox                                        | Sengoku-Itchōme – Gokokuji-mae                                                                            | c. 1920                                               | 1971                                                  | |
| Gotanda Line                                          | Plantilla:Rbox                                        | Seishōkō-mae – Gotanda-Ekimae                                                                             | late 1920s                                            | 1967                                                  | |
| Hatchōbori Line                                       | Plantilla:Rbox                                        | Baba-Sakimon – Eitaibashi                                                                                 | c. 1920                                               | 1967                                                  | |
| Ikebukuro Line                                        | Plantilla:Rbox                                        | Gokokuji-mae – Ikebukuro-Ekimae                                                                           | early 1930s                                           | 1969                                                  | |
| Isarago Line                                          | Plantilla:Rbox                                        | Furukawabashi – Sengakuji                                                                                 | c. 1912                                               | 1969                                                  | |
| Ishiwara Line                                         | Plantilla:Rbox                                        | Ishiwarachō-Itchōme – Kinshichō-Ekimae (Kitaguchi) Taiheichō-Sanchōme – Kameido-Tenjimbashi               | late 1920s                                            | 1971                                                  | |
| Itabashi Line                                         | Plantilla:Rbox                                        | Sugamo-Shako-mae – Itabashi-Ekimae                                                                        | late 1920s                                            | 1966                                                  | sometimes included with the Shimura Line                                                              |
| Kachidokibashi Line                                   | Plantilla:Rbox                                        | Tsukiji-Tsukishima                                                                                        | 1947                                                  | 1968                                                  | |
| Kasaibashi Line                                       | Plantilla:Rbox                                        | Sakaigawa – Kasaibashi                                                                                    | early 1940s                                           | 1972                                                  | |
| Kasumichō Line                                        | Plantilla:Rbox                                        | Tameike – Minami-Aoyama-Gochōme                                                                           | late 1910s                                            | 1967                                                  | |
| Kita-Senju Line                                       | Plantilla:Rbox                                        | Senju-Ōhashi – Senju-Yonchōme                                                                             | late 1920s                                            | 1968                                                  | |
| Komagome Line                                         | Plantilla:Rbox                                        | Mukōgaoka-Nichōme – Komagome-Ekimae                                                                       | late 1910s                                            | 1971                                                  | |
| Marunouchi Line                                       | Plantilla:Rbox                                        | Marunouchi-Itchōme – Tochō-mae                                                                            | c. 1920                                               | 1969                                                  | |
| Meguro Line                                           | Plantilla:Rbox                                        | Gyoranzaka-shita – Meguro-Ekimae                                                                          | c. 1912                                               | 1967                                                  | |
| Mukōjima Line                                         | Plantilla:Rbox                                        | Honjo-Azumabashi – Higashi-Mukōjima-Nichōme                                                               | late 1920s                                            | 1969                                                  | |
| Otowa Line                                            | Plantilla:Rbox                                        | Gokokuji-mae – Yaraishita                                                                                 | late 1920s                                            | 1971                                                  | |
| Roppongi Line                                         | Plantilla:Rbox                                        | Hamamatsuchō-Itchōme – Kita-Aoyama-Itchōme                                                                | 1912                                                  | 1969                                                  | |
| Ryōgoku-eki Leading Line                              | Plantilla:Rbox                                        | Ryōgoku-Nichōme – Ryōgoku-Ekimae                                                                          | 1923                                                  | 1968                                                  | |
| Sarue Line                                            | Plantilla:Rbox                                        | Kinshichō-Ekimae (Minamiguchi) – Tōyō-Kōen-mae                                                            | late 1920s                                            | 1972                                                  | |
| Senzoku Line                                          | Plantilla:Rbox                                        | Kuramae-Itchōme – Minowa-Shako-mae                                                                        | c. 1920                                               | 1969                                                  | |
| Shibaura Line                                         |                                                       | Tōkyō-Kōguchi – Shibaura-Nichōme                                                                          | 1910                                                  | 1969                                                  | passenger service started in the 1920s                                                                |
| Shimura Line                                          | Plantilla:Rbox                                        | Itabashi-Ekimae – Shimurabashi                                                                            | early 1940s                                           | 1966                                                  | |
| Shin-Ōhashi Line                                      | Plantilla:Rbox                                        | Kayabachō – Sumiyoshichō-Nichōme                                                                          | c. 1912                                               | 1971                                                  | |
| Totsuka Line                                          | Plantilla:Rbox                                        | Takadanobaba-Ekimae – Omokagebashi                                                                        | ?                                                     | 1968                                                  | opening year unknown                                                                                  |
| Tsukishima Line                                       | Plantilla:Rbox                                        | Monzen-Nakachō – Tsukishima                                                                               | c. 1920                                               | 1972                                                  | |
| Tsunohazu Line                                        | Plantilla:Rbox                                        | Iidabashi – Yotsuya-Sankōchō                                                                              | c. 1912                                               | 1970                                                  | |

## Material
| Sèrie 7700                        | Sèrie 8500                         | Sèrie 8800                         | Sèrie 8900                        |
| --------------------------------- | ---------------------------------- | ---------------------------------- | --------------------------------- |
|                                   |                                    |                                    |                                   |
| Des de 2016                       | Des de 1990                        | Des de 2009                        | Des de 2015                       |
| 8 unitats 7701-7708               | 5 unitats 64 passatgers 8501-8505  | 10 unitats 61 passatgers 8801-8810 | 8 unitats 62 passatgers 8901-8908 |
| Sèrie 9000                        | Sèrie 7000                         | Sèrie 7500                         | Sèrie 6000                        |
|                                   |                                    |                                    |                                   |
| Des de 2007                       | 1955-2017                          | 1962-2011                          | 1947-2001                         |
| 2 unitats 64 passatgers 9001-9002 | 31 unitats 96 passatgers 7001-7031 | 20 unitats 96 passatgers 7501-7520 |                                   |